# André Previn
André Previn, nascut Andreas Ludwig Priwin, (Berlín, 6 d'abril del 1929 - Nova York, 28 de febrer del 2019) va ser un pianista, director d'orquestra i compositor estatunidenc d'origen alemany.

## Biografia
André Previn va nàixer en el si d'una família jueva de Berlín. Era el segon dels tres fills de Charlotte Epstein (1891-1968) i Jack Previn (Jakob Priwin; 1885-1963), que era advocat, jutge i professor de música; Jakob havia nascut a Graudenz, que aleshores pertanyia a Alemanya però que actualment forma part de Polònia.
L'André als sis anys el van matricular al Conservatori de Berlín. L'any 1938, el pare va assabentar-se que el seu fill ja no era ben rebut al conservatori, vist que era jueu, i malgrat que André havia rebut una beca en reconeixement de les seves habilitats. Poc després, es van traslladar uns mesos a París on van matricular-lo al conservatori de la mateixa ciutat i va aprendre teoria de la música.
L'any 1938, van emigrar als Estats Units fugint del règim nazi. L'any 1943 va aconseguir la nacionalitat nord-americana i es va establir a Los Angeles. El 1948 va començar la seua carrera arranjant i component música per a pel·lícules de Hollywood. Durant molts anys va treballar en el departament musical de la Metro-Goldwyn-Mayer, dirigit per Arthur Freed.
A la darreria de la dècada del 1950, va enregistrar discos com a pianista de jazz que van aparèixer sobretot en la discogràfica Contemporary Records. Va col·laborar amb Shelly Manne i Benny Carter. El seu àlbum amb Manne, amb cançons de My Fair Lady (1956) va tenir un èxit enorme.
El 1967, Previn va ser nomenat director de l'Orquestra Simfònica de Houston i l'any següent de l'Orquestra Simfònica de Londres, amb la qual va enregistrar nombrosos i prestigiosos discos. Altres orquestres amb què va col·laborar estretament van ser l'Orquestra Simfònica de Pittsburgh, la Royal Philharmonic Orchestra de Londres i l'Orquestra Filharmònica de Los Angeles. Des de 2002 va ser director musical de l'Orquestra Filharmònica d'Oslo.
Després de la seva carrera a Hollywood, es va concentrar en la composició. La primera òpera va ser A Streetcar Named Desire («Un tramvia anomenat desig»), amb llibret de Philip Littell basat en l'obra de teatre homònima de Tennessee Williams i estrenada en l'Òpera de San Francisco l'any 1998, amb Renée Fleming en el paper de Blanche Dubois. Entre la resta de les seves obres destaca un Concert per a violoncel dedicat a Yo-Yo Ma, un Concert per a piano dedicat a Vladímir Aixkenazi, un concert per a guitarra, cicles de cançons dedicats a grans intèrprets com Janet Baker, Kathleen Battle, Barbara Bonney o Anthony Dean Griffey.
Previn ja havia estat casat quatre vegades (amb Dory Previn, Mia Farrow, Betty Bennett i Heather Sneddon) abans de contraure matrimoni amb la famosa violinista alemanya Anne-Sophie Mutter, per a la que va dedicar un concert per a violí amb el seu nom (Anne-Sophie, març del 2002). La parella es va separar l'any 2006.
Va morir a Nova York el 28 de febrer de 2019 a Nova York.

## Premis de l'Acadèmia de Cine
Previn va tenir nombroses nominacions als premis de l'Acadèmia de Cinema nord-americana i va aconseguir l'oscar en quatre ocasions:
- Gigi (Vincente Minnelli, 1958)
- Porgy & Bess (Otto Preminger, 1959)
- Irma la Douce (Billy Wilder, 1963)
- My Fair Lady (George Cukor, 1964)[10]

## Altres distincions
- 2005: premi Glenn Gould en reconeixement del conjunt de la seua carrera musical.
- 1998: Kennedy Center Honors per la seua contribució a la música clàssica i a l'òpera en els Estats Units.
- 1996: cavaller honorari de l'Ordre de l'Imperi Britànic, concedit per la reina Isabel II.

## Música de pel·lícules
Previn va compondre més de cinquanta bandes sonores. Entre altres, les dels films següents:
- Border Incident (1949)
- Three Little Words (1950)
- Motiu d'alarma (1951)
- Kiss Me Kate (1953)
- The Girl Who Had Everything (1953)
- Conspiració de silenci (1954)
- Sempre fa bon temps (1955)
- Silk Stockings (1957)
- Elmer Gantry (1960)
- Bells Are Ringing (1960)
- Four Horsemen of the Apocalypse (1962)
- La rebel (Inside Daisy Clover) (1965)
- Paint Your Wagon (1969)

## Nota
1. ↑  Aquesta data no és completament segura ja que es va perdre el seu certificat de naixement durant l'emigració de la seua família als Estats Units
2. ↑  Ruttencutter, 1985, p. 35.
3. ↑  «Andre Previn Biography (1930-)».   Filmreference.com. [Consulta: 24 juny 2013].
4. 1 2  Frédéric Döhl, André George Previn, in: Lexikon verfolgter Musiker und Musikerinnen der NS-Zeit, Hamburg: Universität Hamburg, 2007 (en alemany)
5. ↑  Jack Previn's gravestone at Mount Sinai Memorial Park, Los Angeles
6. ↑  Barron, James «André Previn, Whose Music Knew No Boundaries, Dies at 89». The New York Times, 28-02-2019 [Consulta: 28 febrer 2019].
7. ↑  Brockes, Emma «Emma Brockes talks to composer André Previn: 'I gambled on my talent'». The Guardian, 01-10-2008 [Consulta: 28 febrer 2019].
8. ↑  Page, Tim «André Previn, musical polymath and Oscar-winning composer and conductor, dies at 89». The Washington Post, 28-02-2019 [Consulta: 28 febrer 2019].
9. ↑  «'You're playing all the wrong notes' (in memoriam)» (vídeo) (en anglès).   BBC, 01-03-2019. [Consulta: 19 març 2019].
10. ↑  Peikert, Mark. «Oscar-Winning André Previn, Who Scored Such Movie Musicals as My Fair Lady and Porgy and Bess, Dies at 89», 28-02-2019. [Consulta: 2 març 2019].